# Rampurjamuwa
Rampurjamuwa (nep. रामपुर जमुवा) – gaun wikas samiti we wschodniej części Nepalu w strefie Sagarmatha w dystrykcie Saptari. Według nepalskiego spisu powszechnego z 2001 roku liczył on 629 gospodarstw domowych i 3635 mieszkańców (1856 kobiet i 1779 mężczyzn).